# 三浦海岸駅

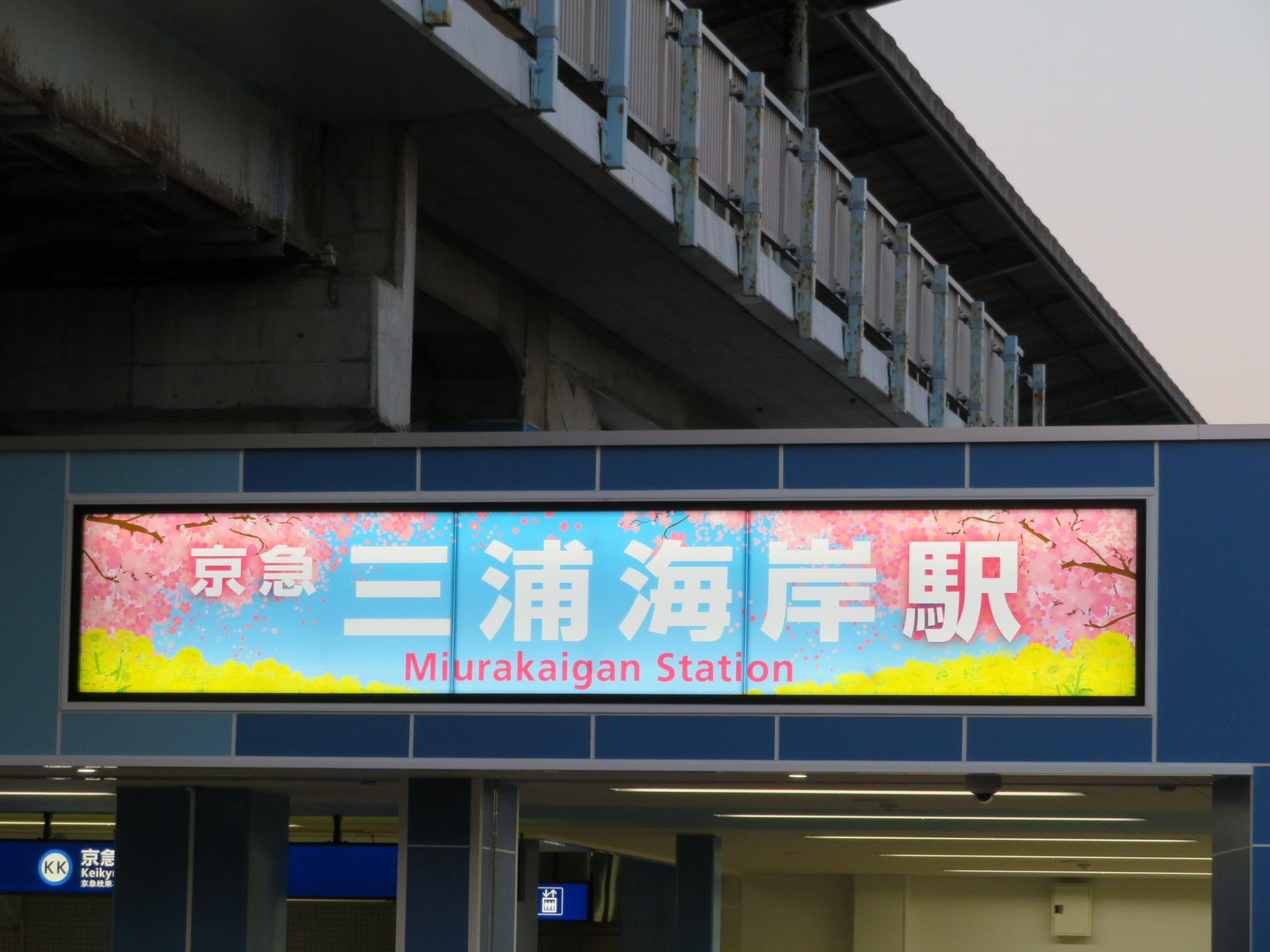
「三浦海岸桜まつり」限定で桜色に変更された駅名看板（2019年2月）

三浦海岸駅（みうらかいがんえき）は、神奈川県三浦市南下浦町上宮田にある、京浜急行電鉄（京急）久里浜線の駅。駅番号はKK71。
当駅から小松ヶ池公園までの線路沿いで河津桜が咲き誇り、毎年春に「三浦海岸桜まつり」が開催される。これを記念して2014年から、桜まつりの開催期間中は駅正面の駅名看板を桜色に変更している。

## 歴史
計画時の駅名は地名に基づく「上宮田駅」であったが、下浦海岸に因むこの名称とし、延長区間を三浦海岸線と呼びPRに努めた。
- 1966年（昭和41年）7月7日 - 久里浜線の終着駅として開業[1][4]。
- 1969年（昭和44年）6月 - ホーム有効長を12両編成分に延伸。
- 1975年（昭和50年）4月26日 - 久里浜線が三崎口駅まで延伸、中間駅となる[5][4]。
- 2016年（平成28年）10月24日 - 下りホーム8号車で三菱重工業製ホームドア「どこでもドア」の実証試験を開始[6][7]。翌年9月まで実施された。
- 2017年（平成29年）2月10日 - 接近メロディを導入。「岬めぐり」が採用された[8]。
- 2018年（平成30年）5月26日 - 新駅舎の使用を開始。
- 2019年（令和元年）7月8日 - 京急グループ120周年記念事業の一環としてアニメ放送20周年を迎えるワンピースと京浜急行電鉄とのコラボが実施され、同年9月16日までの期間限定で当駅名看板に副駅名称として「三浦〝海賊王に俺はなるっ!!!!〟駅」が導入される[9]。

## 駅構造
相対式ホーム2面2線を有する高架駅である。ホームは北東から南西へと延びている。改札は1箇所で、ホームへは階段とエレベーターで連絡している。当駅の起点方（北側）は複線、終点方は単線区間（ただし複線化用地は確保されている）となっており、一部時間帯の下り列車は列車交換のため4 - 5分ほど停車する場合がある。
発着する列車はすべて8両編成だが、12両編成の停車が可能なホーム（有効長約220メートル）を持つ。これはかつて、海水浴客輸送最盛期に列車を同一ホームに2本停車させ旅客整理を行っていた名残である。
下り最終電車の後に2本到着する当駅止まりの下り列車は翌早朝まで留置され、始発の上り列車として発車する。

### のりば
| 番線 | 路線     | 方向 | 行先           |
| ---- | -------- | ---- | -------------- |
| 1    | 久里浜線 | 下り | 三崎口行き     |
| 2    | 久里浜線 | 上り | 横浜・品川方面 |

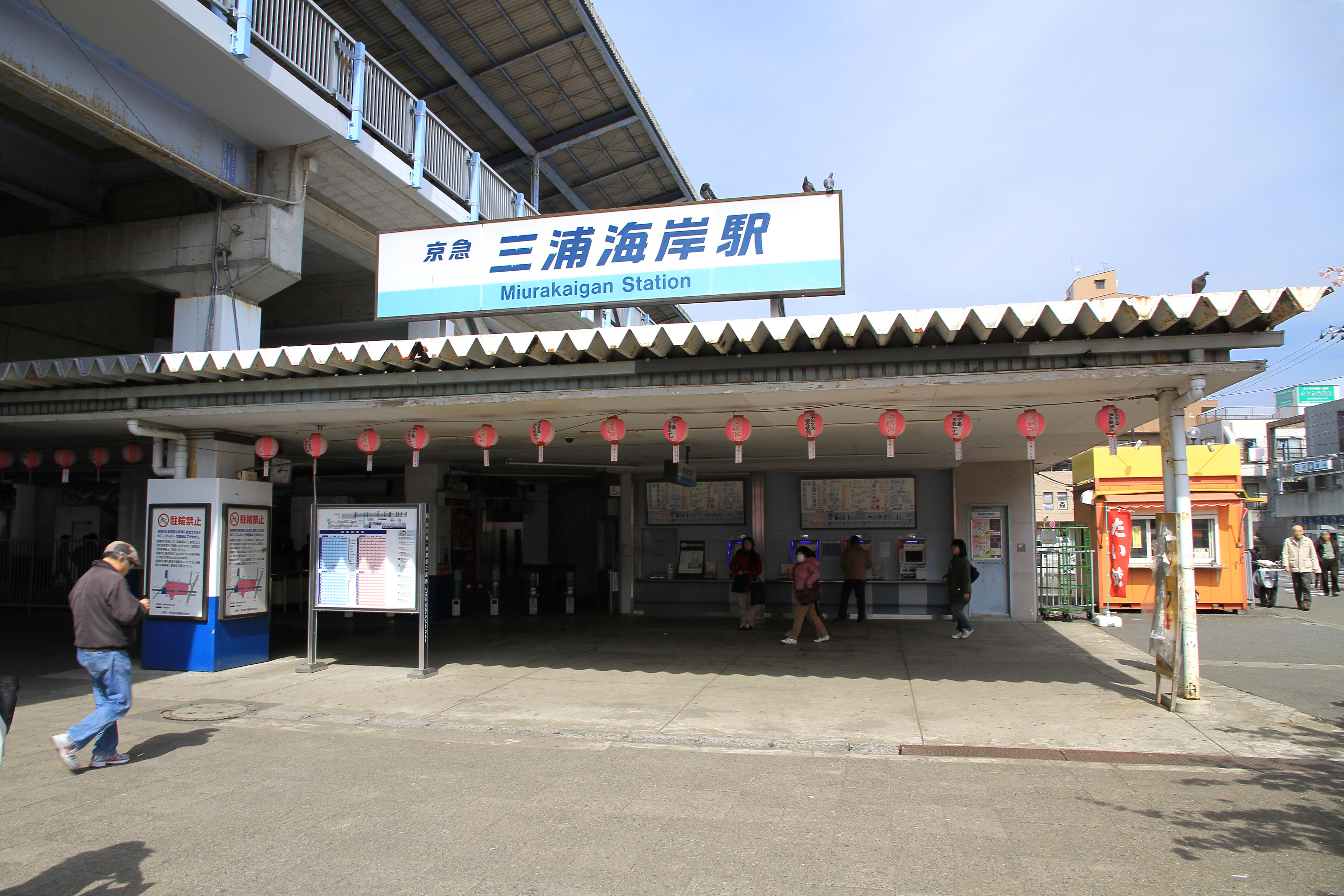
旧駅舎（2012年3月15日）
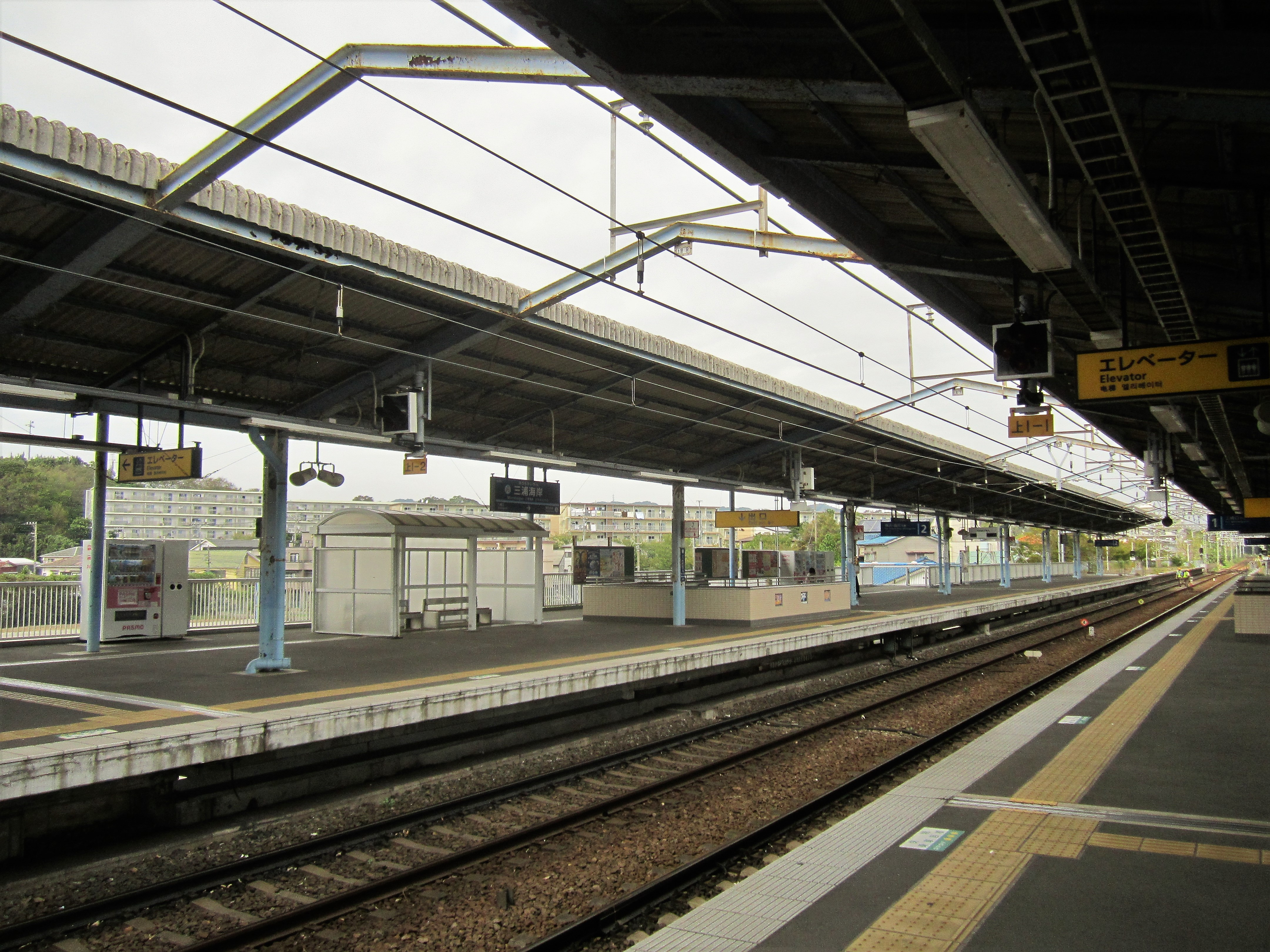
ホーム（2019年9月）
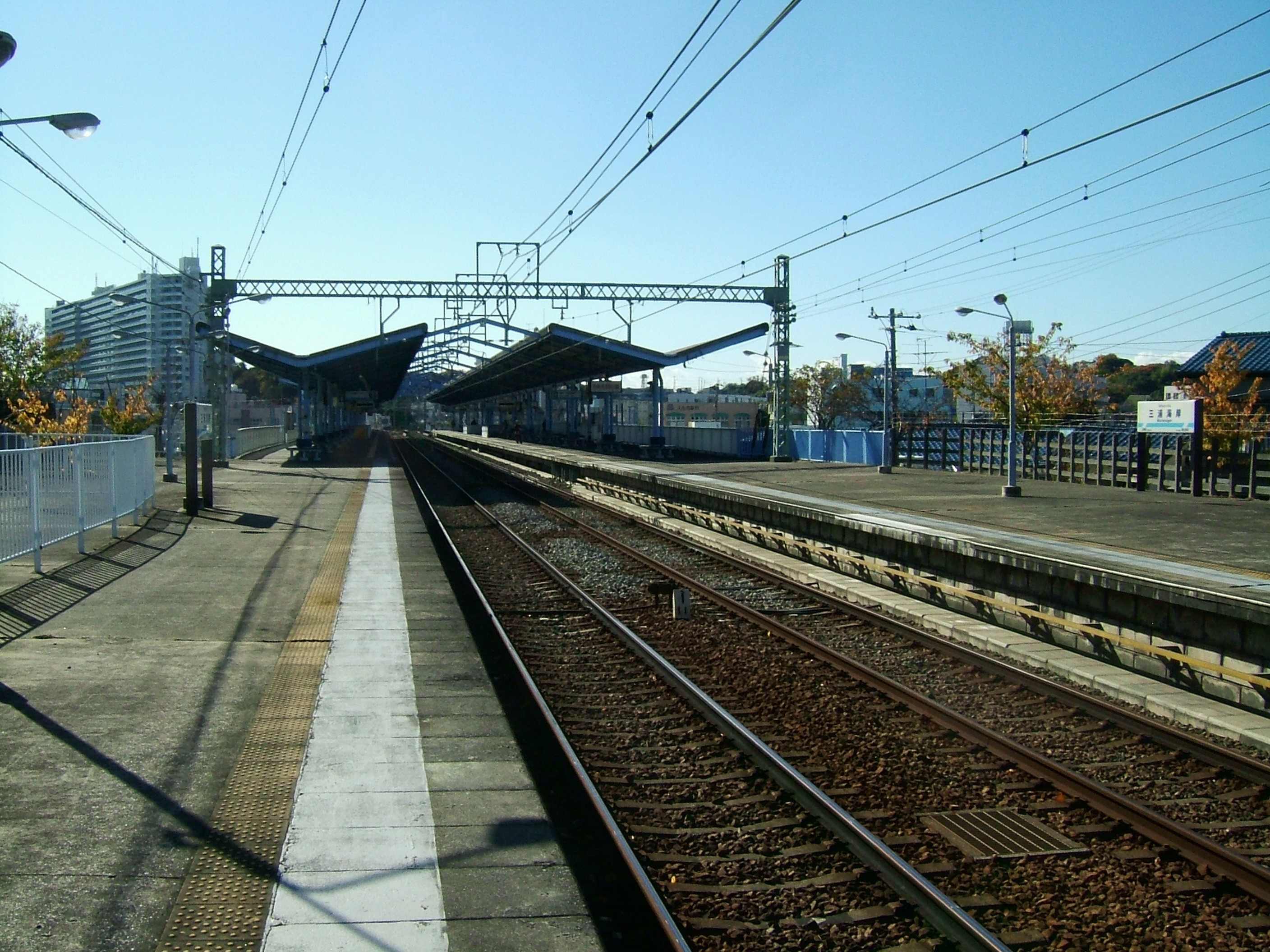
ホーム有効長 12両編成分（今は柵が設置され入れない）
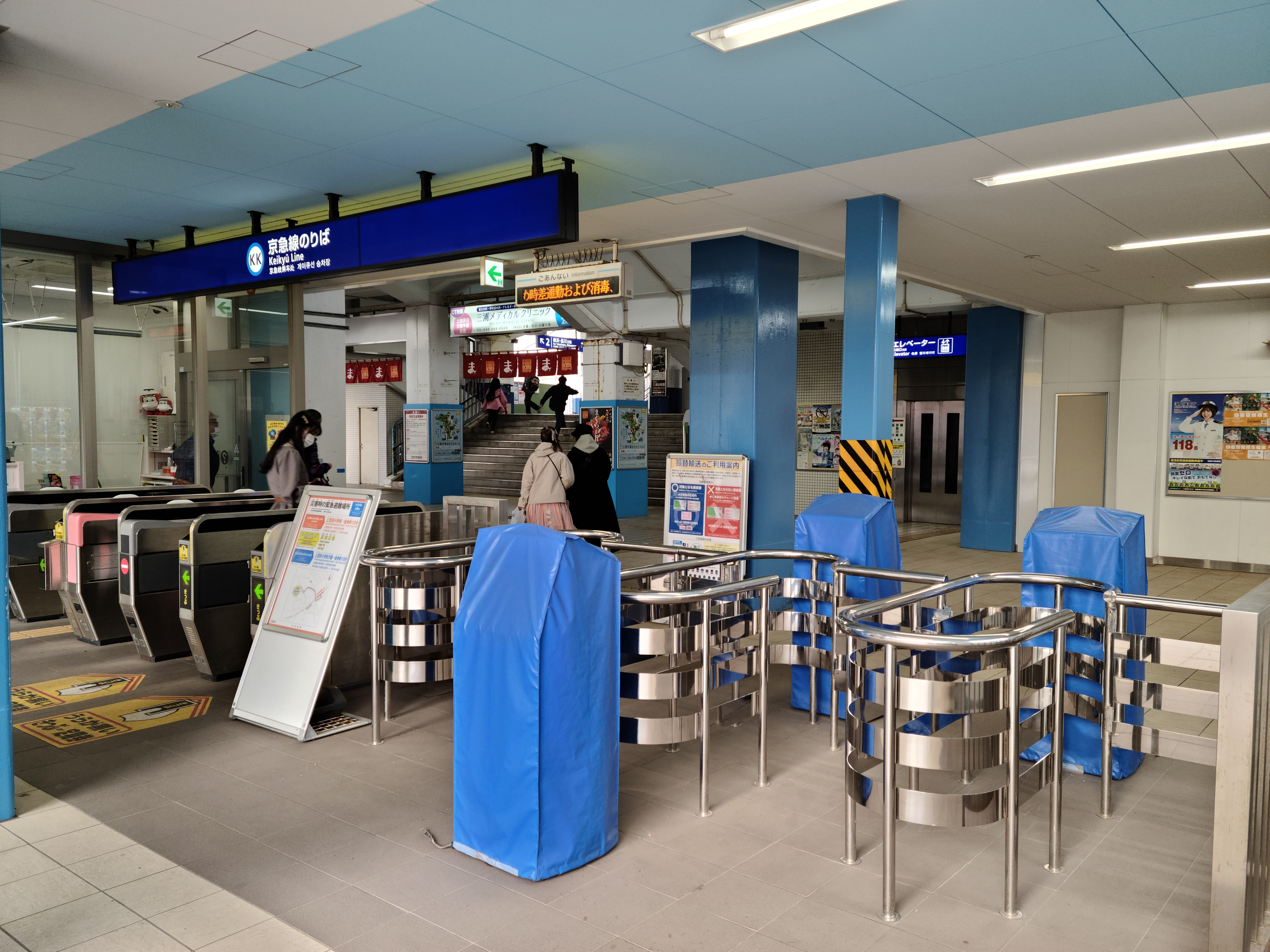
改札口（2021年2月23日）
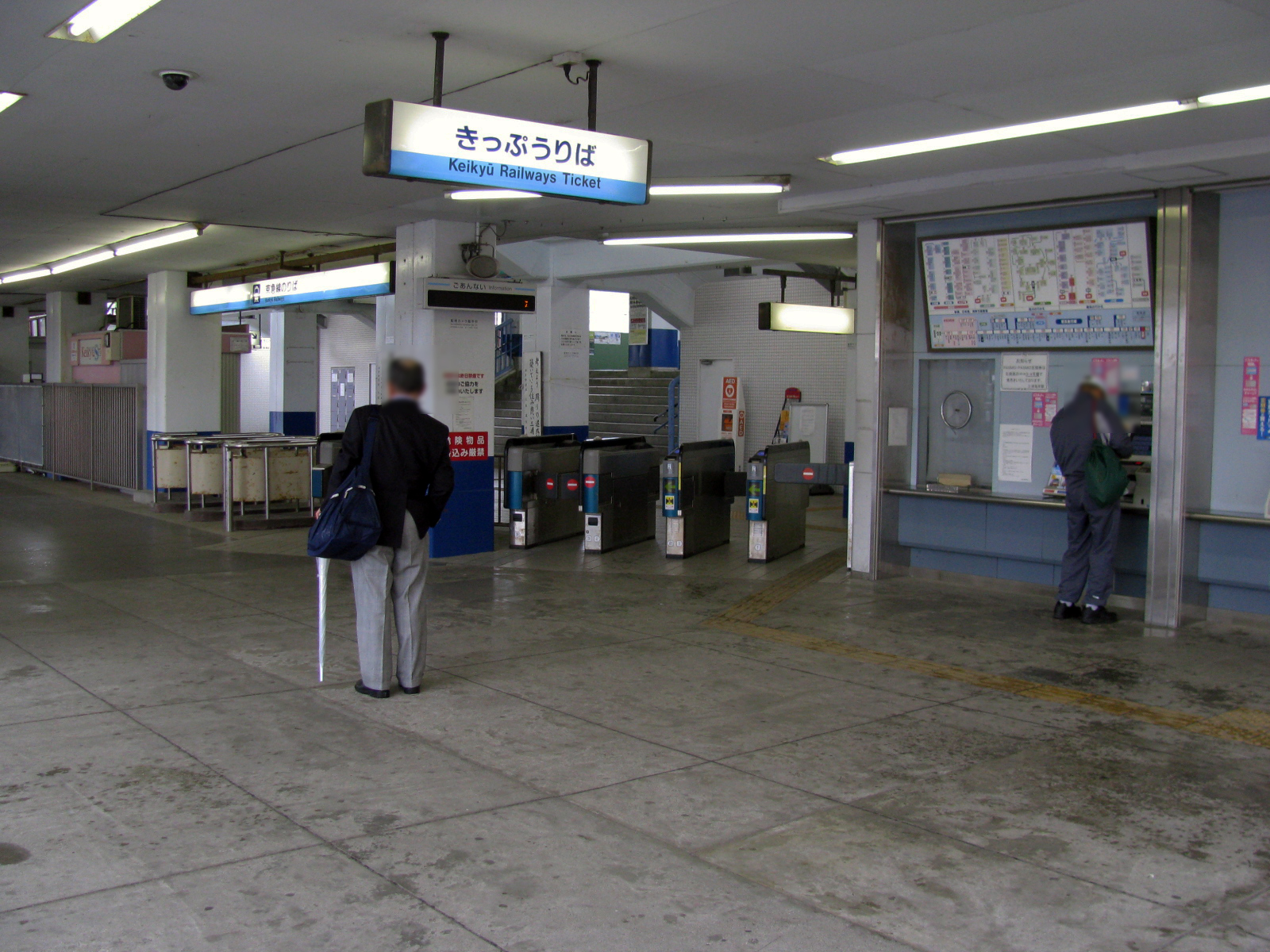
旧改札口
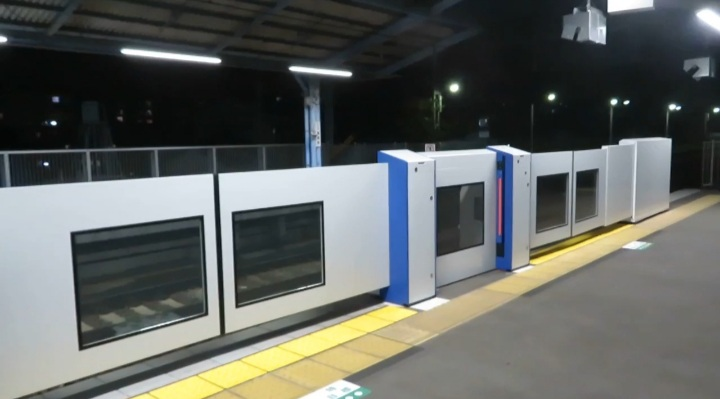
実証試験が行われたホームドア「どこでもドア」

### 接近メロディ
「三浦海岸 河津桜とまぐろ満喫の旅」キャンペーンの開催に合わせ、2017年2月10日から、三浦市三崎地区が舞台となった山本コウタローとウィークエンドの楽曲「岬めぐり」をアレンジしたものを接近メロディとして使用している。メロディはスイッチの制作で、編曲は塩塚博が手掛けた。

## 利用状況
2024年（令和6年）度の1日平均乗降人員は9,390人であり、京急線全72駅中58位。
近年の1日平均乗降人員と乗車人員は下記の通り。
| 年度               | 1日平均 乗降人員 | 1日平均 乗車人員 | 備考     |
| ------------------ | ---------------- | ---------------- | -------- |
| 1990年（平成02年） | 15,365           |                  |          |
| 1995年（平成07年） | 14,719           | 7,358            | [ * 1 ]  |
| 1998年（平成10年） | 13,639           | 6,766            | [ * 2 ]  |
| 1999年（平成11年） | 13,383           | 6,693            | [ * 3 ]  |
| 2000年（平成12年） | 13,205           | 6,600            | [ * 3 ]  |
| 2001年（平成13年） | 13,242           | 6,605            | [ * 4 ]  |
| 2002年（平成14年） | 12,942           | 6,463            | [ * 5 ]  |
| 2003年（平成15年） | 12,879           | 6,410            | [ * 6 ]  |
| 2004年（平成16年） | 12,665           | 6,314            | [ * 7 ]  |
| 2005年（平成17年） | 12,636           | 6,299            | [ * 8 ]  |
| 2006年（平成18年） | 12,726           | 6,352            | [ * 9 ]  |
| 2007年（平成19年） | 12,842           | 6,407            | [ * 10 ] |
| 2008年（平成20年） | 13,021           | 6,445            | [ * 11 ] |
| 2009年（平成21年） | 12,686           | 6,277            | [ * 12 ] |
| 2010年（平成22年） | 12,233           | 6,057            | [ * 13 ] |
| 2011年（平成23年） | 11,735           | 5,799            | [ * 14 ] |
| 2012年（平成24年） | 11,842           | 5,858            | [ * 15 ] |
| 2013年（平成25年） | 11,813           | 5,840            | [ * 16 ] |
| 2014年（平成26年） | 11,527           | 5,685            | [ * 17 ] |
| 2015年（平成27年） | 11,701           | 5,766            | [ * 18 ] |
| 2016年（平成28年） | 11,658           | 5,753            | [ * 19 ] |
| 2017年（平成29年） | 11,681           | 5,766            | [ * 20 ] |
| 2018年（平成30年） | 11,458           | 5,652            | [ * 21 ] |
| 2019年（令和元年） | 10,981           | 5,410            | [ * 22 ] |
| 2020年（令和02年） | 7,843            |                  |          |
| 2021年（令和02年） | 8,390            |                  |          |
| 2022年（令和04年） | 8,968            |                  |          |
| 2023年（令和05年） | 9,221            |                  |          |
| 2024年（令和06年） | 9,390            |                  |          |

## 駅周辺
当駅は三浦市北東部に位置する。周辺には住宅団地などがあるほか、小規模な商業施設や公共施設が集まる。駅名の由来となっている三浦海岸までは400mほどである。駅正面はバスターミナルとなっている。
- 三浦海岸海水浴場
- 京急ストア三浦海岸店 -（後に三浦海岸駅前店（旧・ヨコサン）を統合）
- 三浦市役所南下浦出張所
- 南下浦市民センター（2022年10月閉館[14]）
- 三崎警察署三浦海岸駅前交番
- 南下浦郵便局
- 三浦マホロバ温泉（マホロバマインズ三浦）
- 国道134号
- 神奈川県道214号武上宮田線
- 神奈川県道215号上宮田金田三崎港線

## バス路線
駅前バスロータリー内の「三浦海岸駅」が最寄りバス停。京浜急行バスにより周辺地区への路線が運行されている。三崎口駅が開業するまでは三浦半島南部へのアクセスを担うバス路線の拠点駅であった。発着する路線の詳細は京浜急行バス三崎営業所を参照。
- 1番乗り場（全路線引橋・油壺入口経由）
  - 海30 - 三崎東岡行
  - 海31 - 三崎港行
- 2番乗り場
  - 海34 - 剱崎行
  - 海35 - 三崎東岡行（剱崎・三崎港経由）
- 3番乗り場
  - 衣2 - 衣笠十字路行
  - 海3 - 横須賀市民病院行

## 隣の駅
京浜急行電鉄
 久里浜線
- □「モーニング・ウィング号」始発駅、□「イブニング・ウィング号」停車駅（座席指定券不要）

■快特・■特急
津久井浜駅 (KK70) - 三浦海岸駅 (KK71) - 三崎口駅 (KK72)